# تیان یوان (خواننده)
تیان یوان (انگلیسی: Tian Yuan؛ زادهٔ ۳۰ مارس ۱۹۸۵) موسیقی‌دان اهل جمهوری خلق چین است. وی از سال ۲۰۰۱ میلادی تاکنون مشغول فعالیت بوده‌است.
از فیلم‌ها یا برنامه‌های تلویزیونی که وی در آن نقش داشته‌است می‌توان به پروانه اشاره کرد.